# Fontana di Trevi
A Fontana di Trevi (em português Fontana di Trevi) é a maior (cerca de 26 metros de altura e 20 metros de largura) e mais ambiciosa construção de fontes barrocas da Itália e está localizada no rione Trevi, em Roma. A fonte está encostada na fachada do Palazzo Poli.

## História do aqueduto e da localização
A fonte situava-se no cruzamento de três estradas (tre vie), marcando o ponto final do Acqua Vergine, um dos mais antigos aquedutos que abasteciam a cidade de Roma. No ano 19 a.C., supostamente ajudados por uma virgem, técnicos romanos localizaram uma fonte de água pura a pouco mais de 22 quilômetros da cidade (cena representada em escultura na própria fonte, atualmente).  A água desta fonte foi levada pelo menor aqueduto de Roma, diretamente para as termas de Marco Vipsânio Agripa e serviu a cidade por mais de 400 anos.
O "golpe de misericórdia" desferido pelos invasores godos em Roma foi dado com a destruição dos aquedutos, durante as Guerras Góticas. Os romanos durante a Idade Média tinham de abastecer-se da água de poços poluídos, e da pouco límpida água do rio Tibre, que também recebia os esgotos da cidade.
O antigo costume romano de erguer uma bela fonte ao final de um aqueduto que conduzia a água para a cidade foi reavivado no século XV, com o Renascimento. No ano de 1453, o papa Nicolau V determinou que fosse consertado o aqueduto de Acqua Vergine, construindo ao seu final um simples receptáculo para receber a água, num projeto feito pelo arquiteto humanista Leon Battista Alberti.

## Comissão, construção e projeto

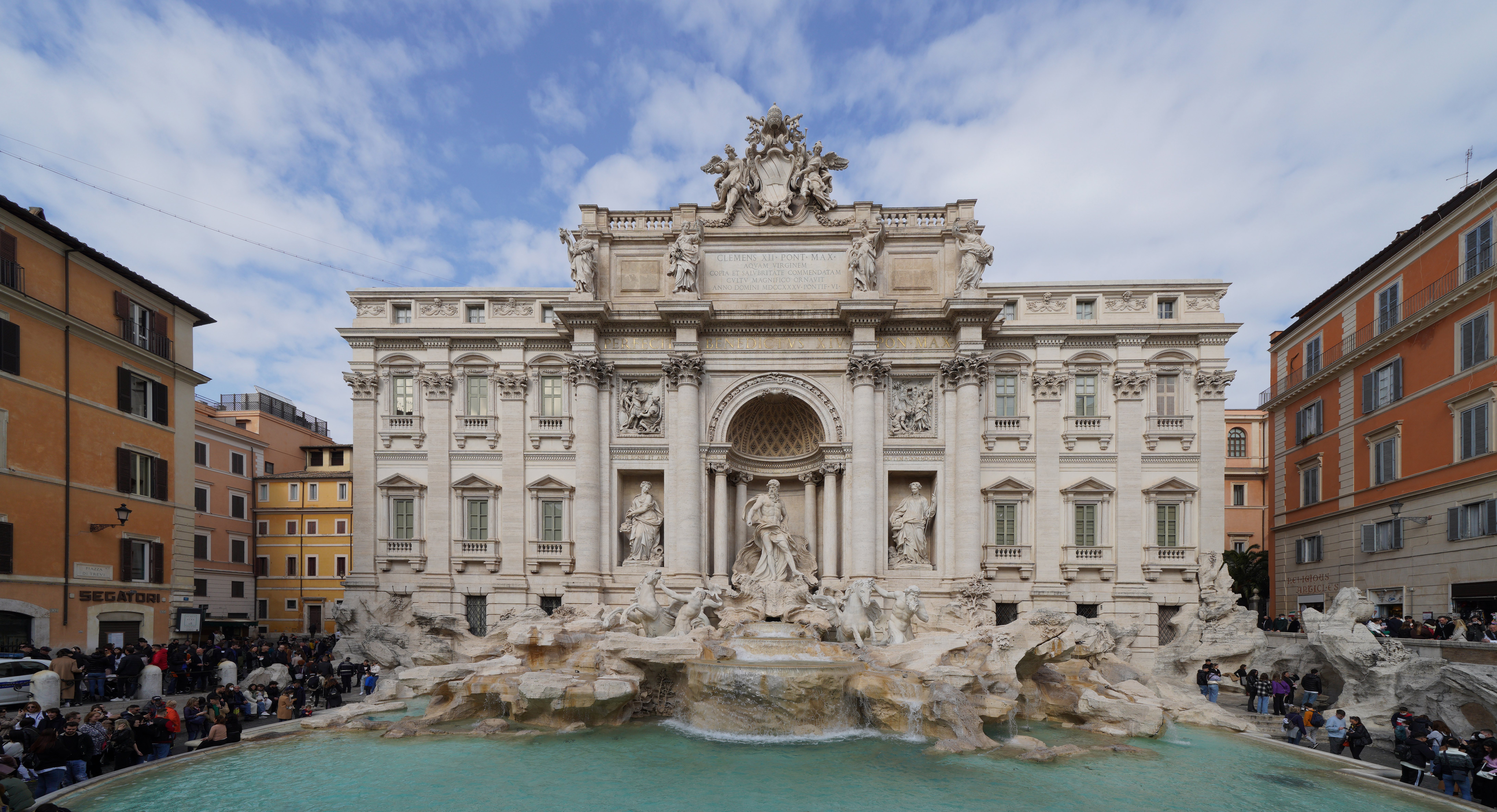
Fontana di Trevi (Roma)

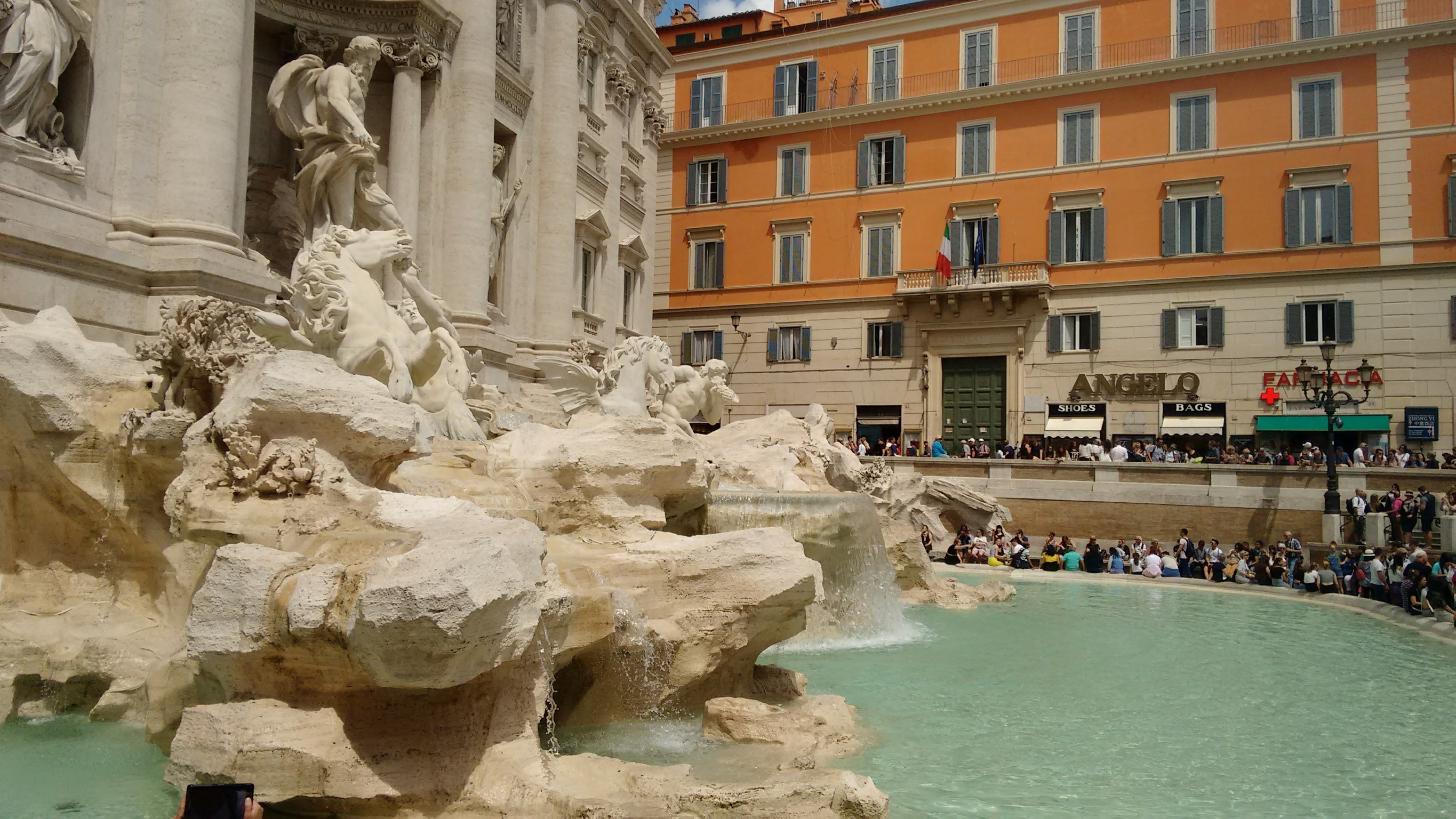
A Fontana di Trevi vista de lado.

Em 1629, o Papa Urbano VIII, achando a fonte anterior insuficientemente dramática, pediu a Gian Lorenzo Bernini para esboçar possíveis reformas, mas o projeto foi abandonado quando o Papa morreu. Embora o projeto de Bernini nunca tenha sido construído, há muitos toques de Bernini na fonte como ela existe hoje. Um modelo influente de Pietro da Cortona, preservado na Albertina, Viena, também existe, assim como vários esboços do início do século 18, a maioria não assinada, bem como um projeto atribuído a Nicola Michetti atribuído a Ferdinando Fuga e um projeto francês de Edmé Bouchardon.
Concursos tornaram-se populares durante a era barroca para projetar edifícios, fontes, bem como a Escadaria Espanhola. Em 1730, o Papa Clemente XII organizou um concurso no qual Nicola Salvi inicialmente perdeu para Alessandro Galilei - mas devido ao clamor em Roma sobre um florentino ter vencido, Salvi foi premiado com a comissão de qualquer maneira. O trabalho começou em 1732.

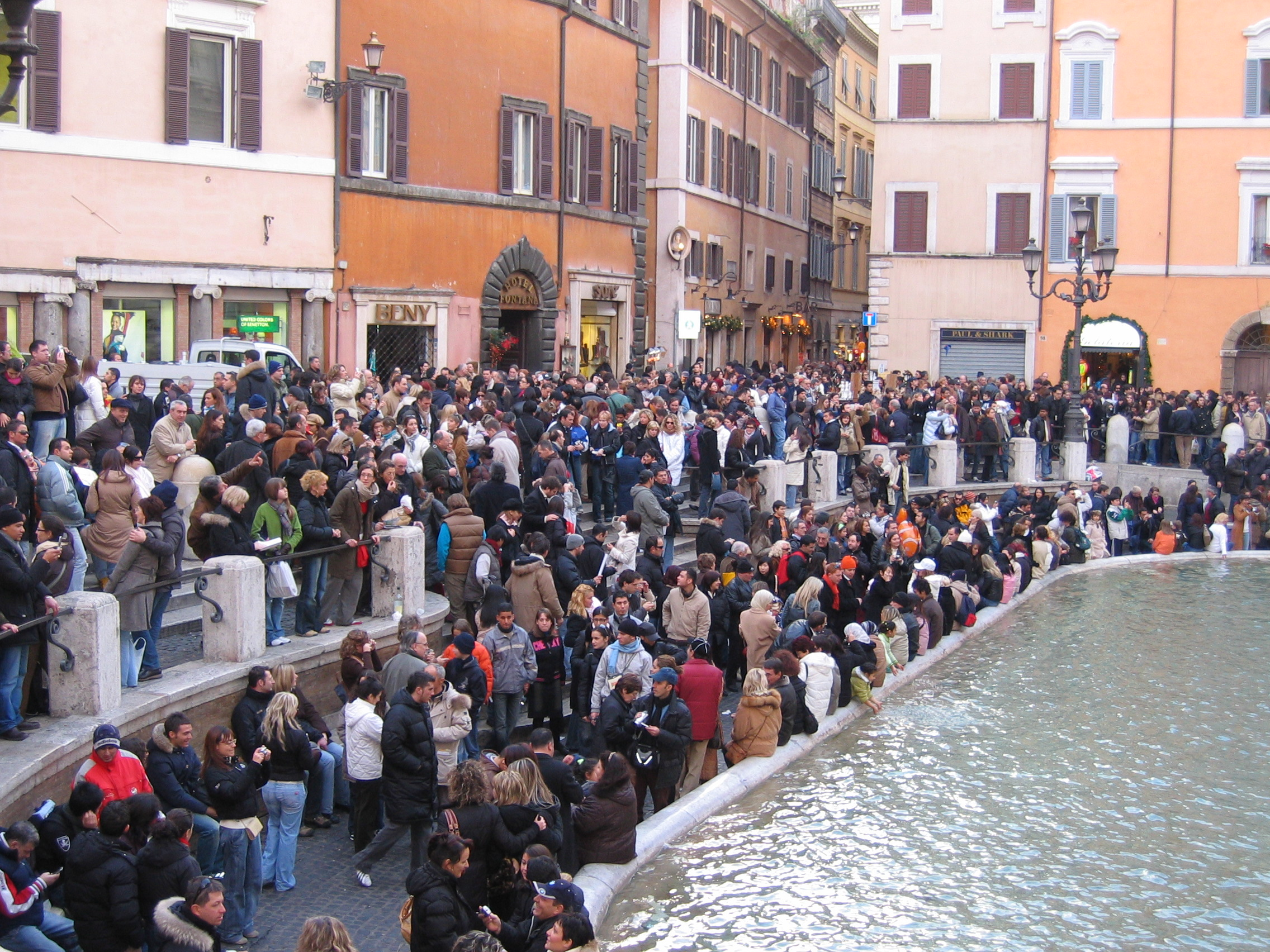
Fontana di Trevi com turistas.

Salvi morreu em 1751 com sua obra meio acabada, mas ele havia se assegurado de que o sinal feio de um barbeiro não estragasse o conjunto, escondendo-o atrás de um vaso esculpido, chamado pelos romanos de asso di coppe, o "Ás de Copas", por causa de sua semelhança com uma carta de tarô. Quatro escultores diferentes foram contratados para completar as decorações da fonte: Pietro Bracci (cuja estátua de Oceanus fica no nicho central), Filippo della Valle, Giovanni Grossi e Andrea Bergondi. Giuseppe Pannini (1718-1805), filho de Giovanni Paolo Pannini, foi contratado como arquiteto.

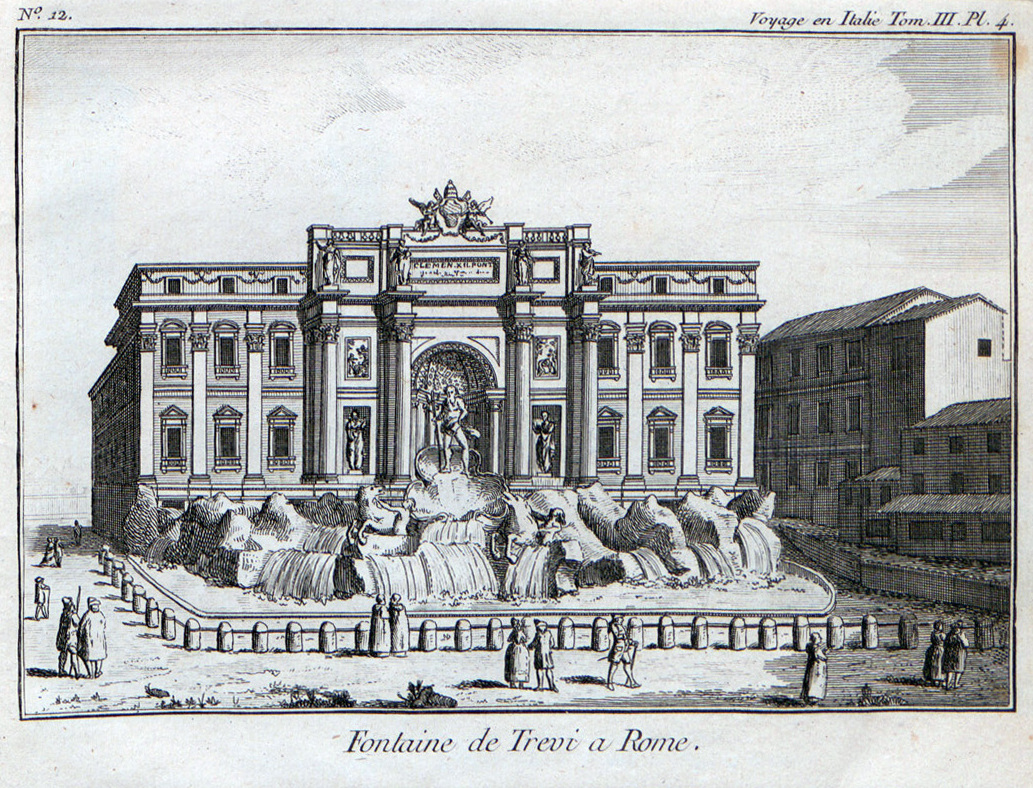
A fonte em Viagem de um francês na Itália (1769) por J. Lalande

A Fontana di Trevi foi concluída em 1762 por Pannini, que substituiu pelas alegorias atuais as esculturas planejadas de Agripa e Trívia, a virgem romana. Foi oficialmente inaugurado e inaugurado em 22 de maio pelo Papa Clemente XIII.
A maior parte da peça é feita de pedra de travertino, extraída perto de Tivoli, cerca de 35 quilômetros (22 milhas) a leste de Roma.

## Restauração
A fonte foi reformada uma vez em 1988 para remover a descoloração causada pela poluição, e novamente em 1998; A cantaria foi esfregada e todas as rachaduras e outras áreas de deterioração foram reparadas por artesãos qualificados, e o chafariz foi equipado com bombas de recirculação.
Em janeiro de 2013, foi anunciado que a empresa de moda italiana Fendi patrocinaria uma restauração de 20 meses e 2,2 milhões de euros da fonte; seria a restauração mais completa da história da fonte.
Os trabalhos de restauração começaram em junho de 2014 e foram concluídos em novembro de 2015. A fonte foi reaberta com uma cerimônia oficial na noite de 3 de novembro de 2015. A restauração incluiu a instalação de mais de 100 luzes LED para melhorar a iluminação noturna do chafariz.

## Moedas
As moedas são supostamente destinadas a serem jogadas usando a mão direita sobre o ombro esquerdo. Este foi o tema de Three Coins in the Fountain de 1954 e a canção vencedora do Oscar com esse nome que introduziu a imagem.
Estima-se que 3 000 euros sejam jogados na fonte todos os dias. Em 2016, cerca de € 1,4 milhão (US$ 1,5 milhão) foi jogado na fonte. O dinheiro foi usado para subsidiar um supermercado para os pobres de Roma; No entanto, há tentativas regulares de roubar moedas da fonte, mesmo que seja ilegal fazê-lo.

## A fontana de Trevi e o cinema
Em 1964, foi lançado o filme que leva seu nome Fontana di Trevi - filmado pelo diretor Carlo Campogalliani.
O monumento foi o cenário de uma das cenas mais famosas do cinema italiano: em La Dolce Vita de Federico Fellini, Anita Ekberg entra na água e convida Marcello Mastroianni a fazer o mesmo.
Precedentemente, a fonte foi o cenário do filme estadunidense Three Coins in the Fountain, onde a fonte do título é a própria Fontana di Trevi.
Em Tototruffa 62, Totò tenta vender a fonte a um turista.
A fonte aparece como fundo principal no videoclipe da canção Thank You for Loving Me do grupo Bon Jovi.

## Réplica
Uma construção de fachada semelhante a monumento, com 11 m de altura e 20,6 m de largura, foi construída em 2023 em Serra Negra, Brasil.
Outra cópia está localizada perto do Caesars Palace, em Las Vegas, e outra réplica pode ser encontrada na estação Jamsil do metrô de Seul.

## Galeria

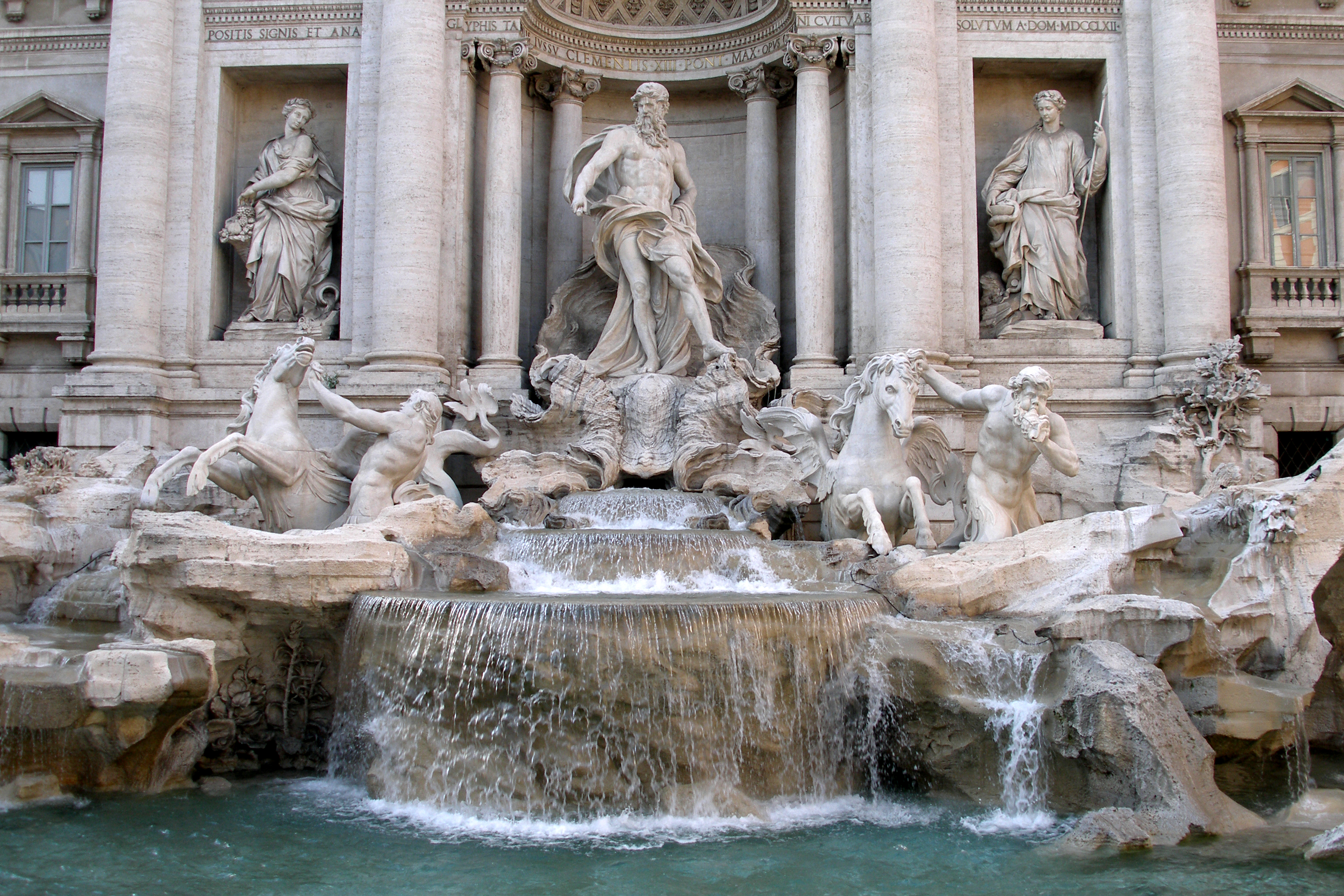
Fontana di Trevi
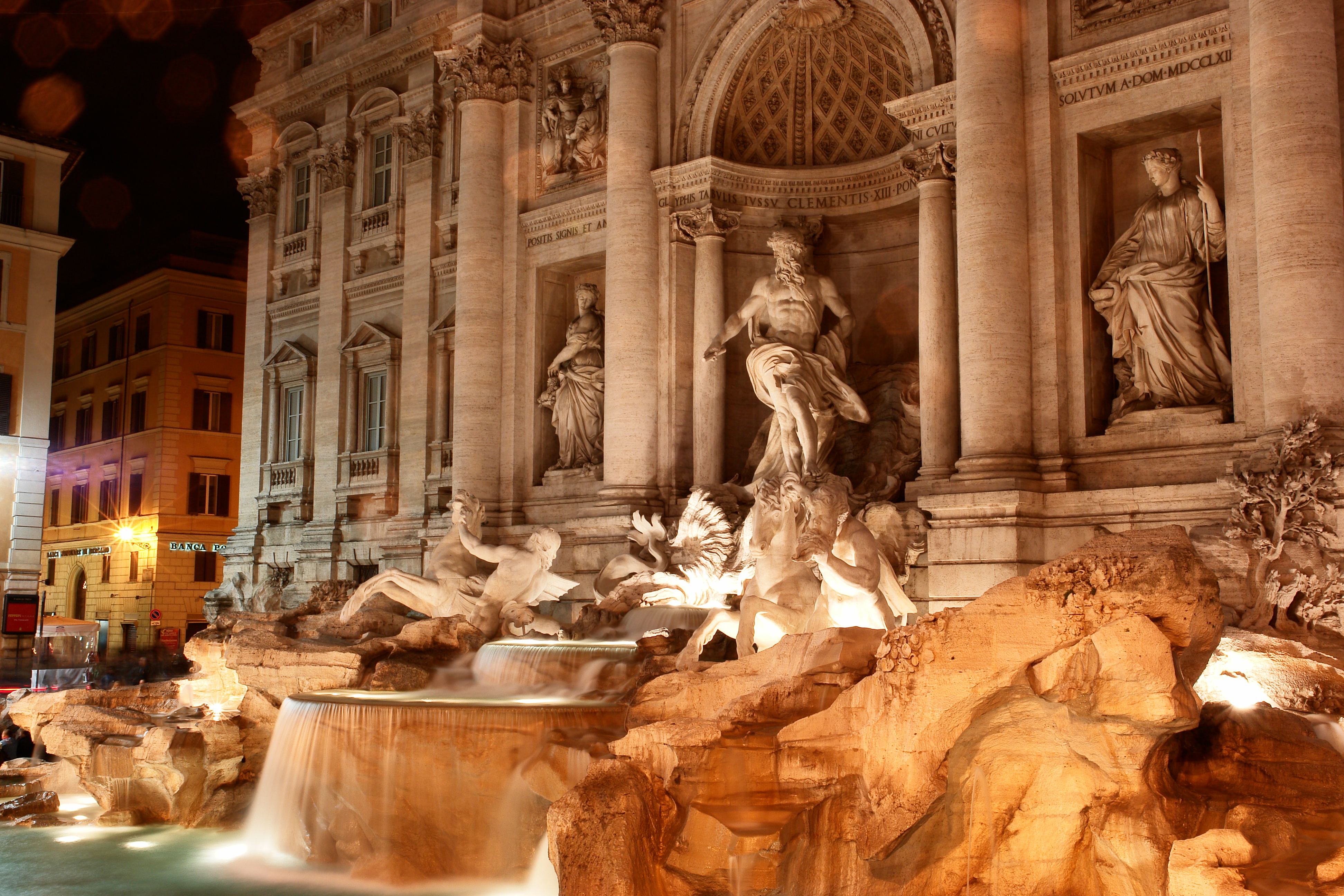
Esculturas à noite
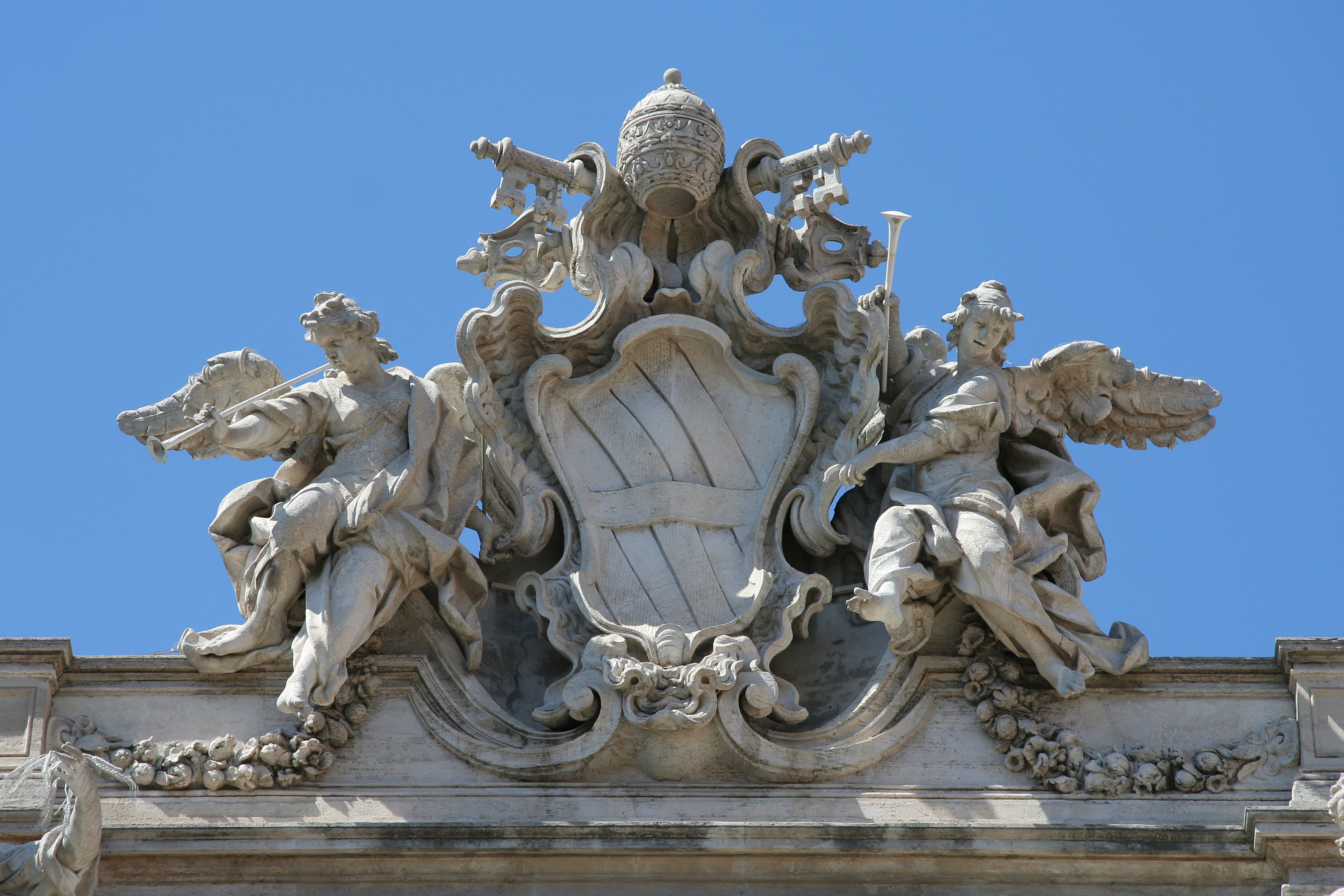
Brasão papal da Fontana di Trevi
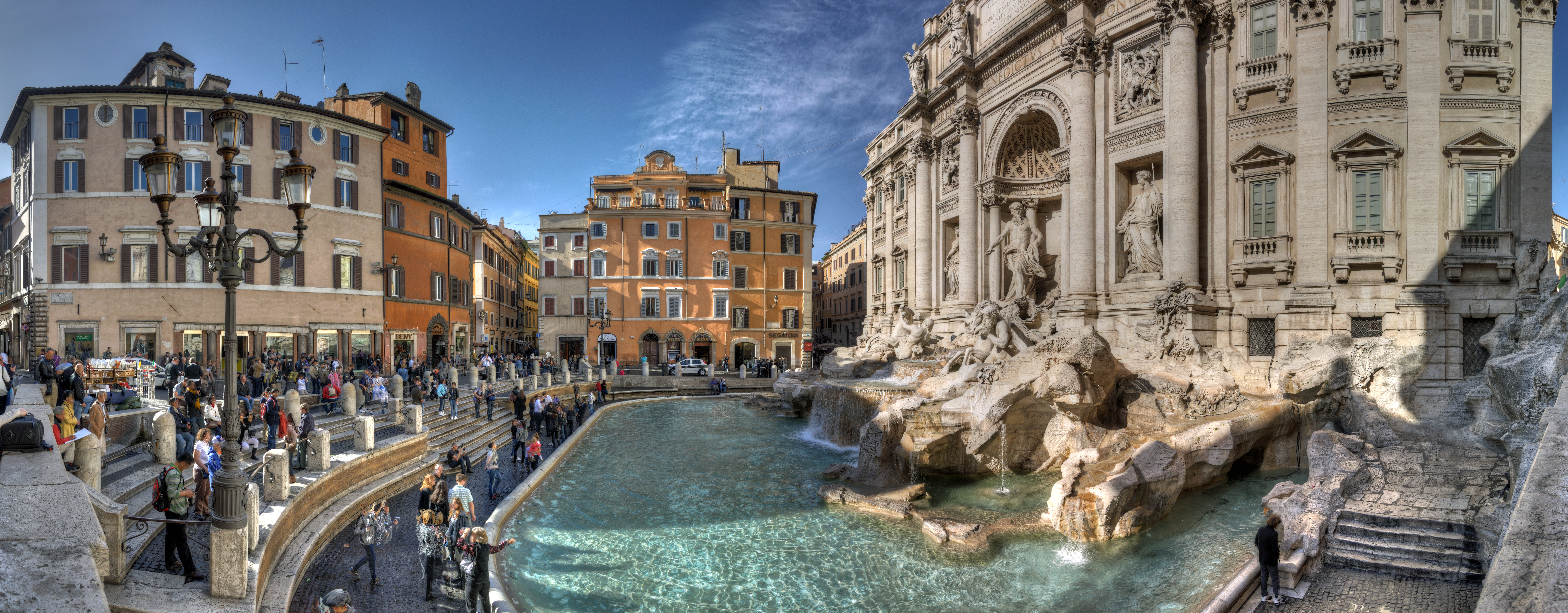
Fontana di Trevi vista do lado direito